# Bluggoe
Bluggoe è una cultivar di banana del gruppo ABB. Nei paesi di lingua anglosassone si trova indicata spesso col nome di Orinoco, di origine cubana. Bluggoe presenta anche una linea di discendenza con caratteristiche nane, noto come Dwarf Orinoco (sebbene a volte si possa trovare come Dwarf Bluggoe, Chamaluco Enano o Cachaco Enano, specie a Porto Rico. L'altezza raggiunta dagli pseudofusti è l'unica cosa che differenzia sensibilmente queste due cultivar.

## Nomi

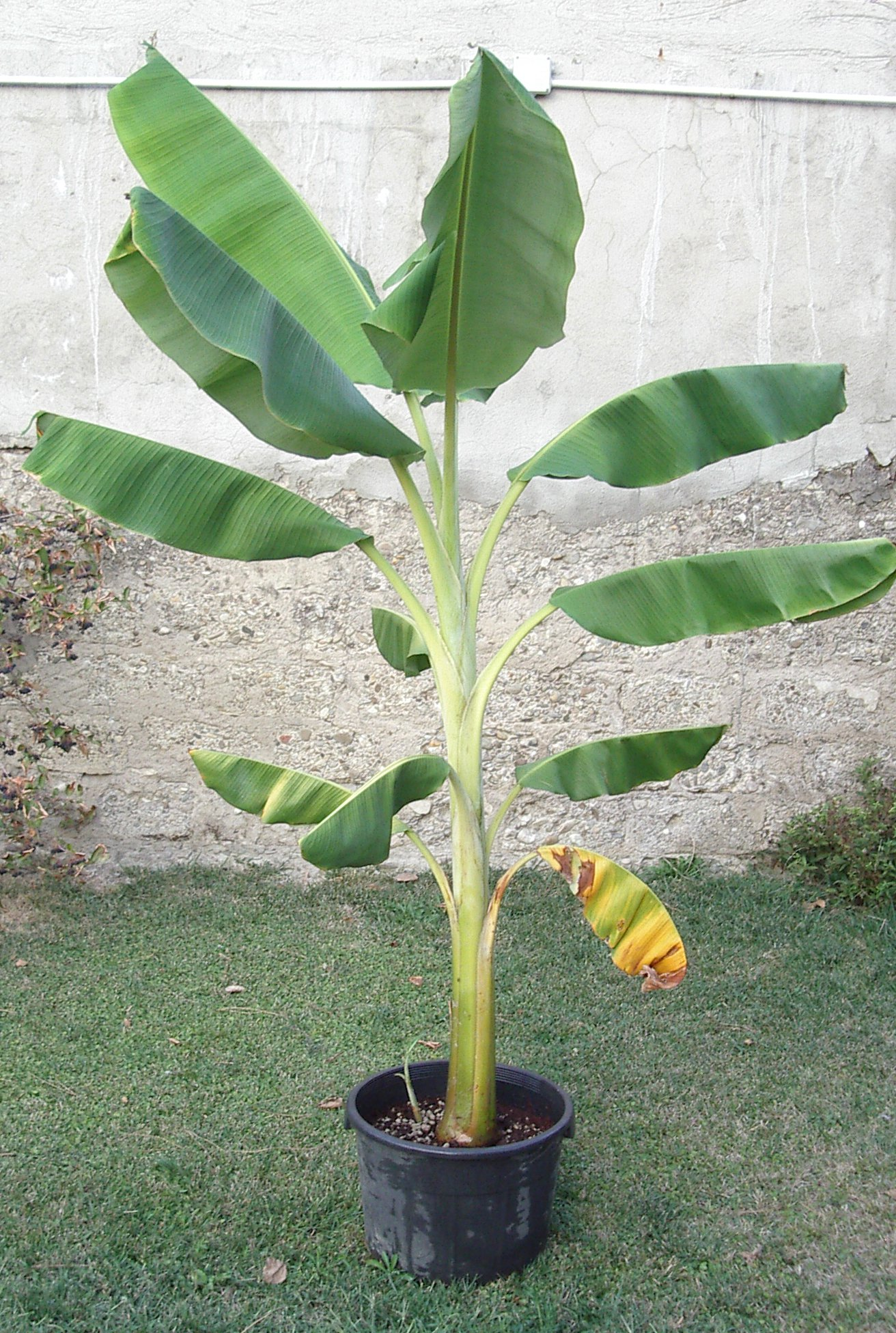
Musa Dwarf Orinoco, in vaso. Altezza dello pseudofusto 130 cm.

Bluggoe è un clone di banana estremamente diffuso a livello mondiale, dato che è molto produttivo. Questo ha fatto sì che la pianta abbia ricevuto numerosi nomi: Largo (nelle Hawaii); Jamani (nelle Figi); Fai Pata Samoa, Puataelo (a Samoa); Pisang Abu Keling (in Malesia); Pisang Batu (a Giava); Nalla Bontha (in India); Hpi Gyan (in Burma Myanmar); Mondan (nello Sri Lanka); Mkojosi, Bokoboko, Kproboi, Muskat, Punda, Kidhozi, Kivivu (nell'Africa Orientale); Matavia (nelle Filippine); Kluai Som (in Thailandia); Square Cooker, Mondolpin (in Australia); Burro, Chato, Cachaco, Cuatrofilos, Largo, Majoncho, Apple Plantain, Horse Banana, Hog Banana (nelle Americhe); Burro e Orinoco (a Cuba); Horse Plantain (in Jamaica) ; Poro'ini, Poro'ini Pa'afa'afa'a, Poro'ini Hima'a umu, Largo (nella Polinesia francese); Pata Tonga (a Tonga); Tarua Matie (nelle Isole Cook); Chuoi Ngop Lun (in Vietnam); Whitehouse Plantain, Chamaluco, Poteau, Cacambou, Moko, Bluggoe, Buccament, Mafoubay (nelle Indie Occidentali).

## Tassonomia
Bluggoe è un incrocio tra Musa acuminata e Musa balbisiana.

## Descrizione
Questa cultivar presenta degli pseudofusti che alla fruttificazione sono alti poco meno di 2 m per la Dwarf Orinoco e 3-4 m per la Bluggoe. Sono piante piuttosto resistenti al vento.

## Usi
Le piante di queste cultivar sono notevolmente resistenti al freddo e alla siccità rispetto alle altre banane. I frutti si prestano ad un utilizzo misto: il frutto verde può essere consumato cotto, alla maniera di un platano, essendo piuttosto ricco d'amido; il frutto maturo, quando ha raggiunto la colorazione gialla, può essere consumato fresco, dato che parte dell'amido è divenuto zucchero, rendendo il frutto più dolce.